# Kip Thorne

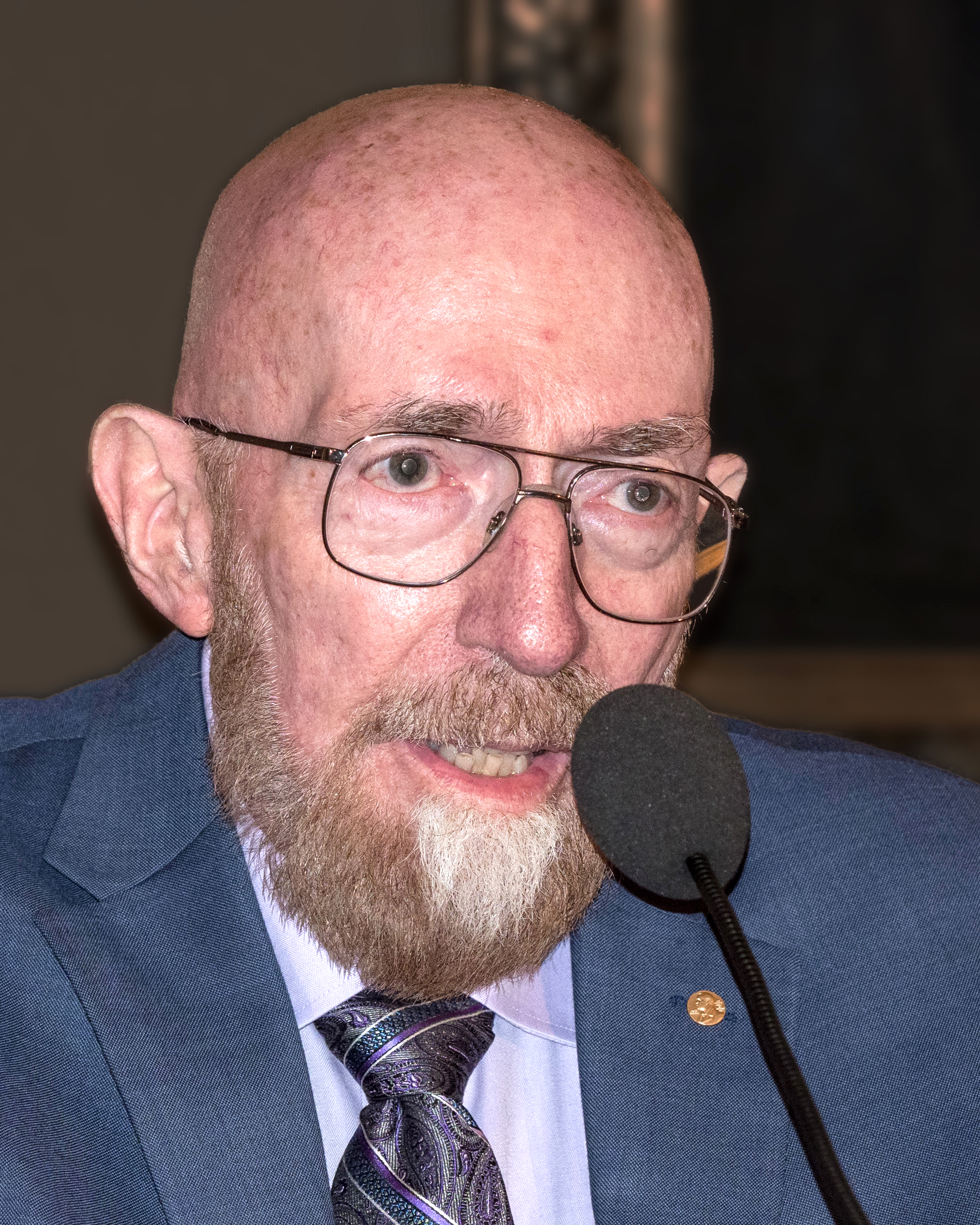
Kip S. Thorne under en Nobelpriskonferens i Stockholm, december 2017.

Kip Thorne, född 1 juni 1940 i Logan i Utah, är en amerikansk teoretisk fysiker, känd för sina bidrag inom gravitationsfysik och astrofysik.

## Biografi
Thorne var en vän och kollega till Stephen Hawking han var även vän med astronomen Carl Sagan. Han var Feynman professor i teoretisk fysik vid California Institute of Technology (Caltech) fram till 2009 och är en av världens ledande experter på astrofysikaliska implikationer av Einsteins allmänna relativitetsteori. Thorne fortsätter att forska och var vetenskaplig konsult i science fiction-filmen Interstellar.
Den 11 februari 2016 meddelade ett team av fyra fysiker med hjälp av LIGO att de hade hört och registrerat i september 2015 signaturen av två svarta hål som kolliderat 1,3 miljarder ljusår bort. Detta var det första direkta beviset på gravitationsvågor och svarta hål, vilket bekräftade en viktig förutsägelse av Einsteins allmänna relativitetsteori. Tillkännagivandet kom från Thorne, David Reitze, Gabriela González och Rainer Weiss.
Thorne tilldelades 2017 års Nobelpris i fysik (tillsammans med Rainer Weiss och Barry Barish) för sin forskning om gravitationsvågor.